# The Jackson 5
The Jackson 5 (també anomenats The Rebles, o simplement J5) va ser un grup musical estatunidenc format per cinc germans homes afroamericans, a Gary, Indiana, que va ser fundat per la casa discogràfica Motown, que va ser la que va batejar el grup. El grup, actiu des de 1968 fins a mitjan 1975, va desenvolupar un repertori basat en els estils R&B, soul, funk, pop, country, ska, rock i posteriorment disco. Considerats com «un dels més grans fenòmens de la música popular» a principis de la dècada de 1970, els Jackson 5 van destacar per la notable veu dels seus principals vocalistes, Michael Jackson i Jermaine Jackson.

## Història

### De 1970 a 1980
El 1973, les vendes dels Jackson Five van començar a disminuir i el grup es va discutir amb la Motown, perquè no els volien donar el control per poder fer les seves pròpies creacions.
El 1976, el grup va signar un contracte amb CBS Records. Quan la Motown se'n va assabentar, va demandar els Jackson Five per trencar el contracte que tenien amb la discogràfica. Com a conseqüència, el grup va perdre el dret d'utilitzar el nom de Jackson Five i el seu emblema, de manera que es van canviar el nom pel de "The Jacksons". El nou grup, amb la incorporació de Randy en el lloc de Jermaine, va continuar la seva carrera amb grans èxits, gires internacionals i el llançament de sis àlbums al mercat entre els anys 1976 i 1984.
El 1978 Michael va interpretar el paper d'espantaocells en una versió afroamericana d'El màgic d'Oz. Tot i que la pel·lícula no va tenir gaire èxit entre el públic, va obrir algunes portes per a Michael, ja que durant el rodatge va conèixer Quincy Jones, que era l'encarregat de la banda sonora de la pel·lícula, amb el qual treballaria en els seus pròxims tres àlbums, un d'ells Thriller, el disc més venut de la història.
El 1979, gràcies a Quincy Jones, Michael iniciava la seva carrera com a solista amb l'àlbum Off the Wall amb la discogràfica CBS, del qual va vendre 20 milions de còpies i va rebre el seu primer premi Grammy. A més a més, es va convertir en el primer àlbum a aconseguir col·locar quatre cançons en el número 1 de les llistes musicals (entre ells "Don't Stop 'Til You Get Enough" i "Rock With You"). Amb aquest èxit, Jackson es va consolidar com a cantant independent dels seus germans i va començar a treballar en el seu segon àlbum en solitari amb Quincy Jones.

## Discografia
Amb la discogràfica Motown (Jackson 5)
- Diana Ross Presents The Jackson 5 (1969)
- ABC (1970)
- Third Album (1970)
- Jackson 5 Christmas Album (1970)
- Maybe Tomorrow (1971)
- Lookin' Through the Windows (1972)
- Skywriter (1973)
- G.I.T.: Get It Together (1973)
- Dancing Machine (1974)
- Moving Violation (1975)
- The Jackson 5 in Japan (1973) [En directe]
- Live At the Forum (2010) [En directe]

Amb la discogràfica CBS/Epic (The Jacksons)
- The Jacksons (1976)
- Goin' Places (1977)
- Destiny (1978)
- Triumph (1980)
- Victory (1984)
- 2300 Jackson Street (1989)
- The Jacksons Live! (1981) [En directe]

Recopilatoris
L'etiqueta discogràfica Motown va traure fins a tretze àlbums recopilatoris. Amb CBS/ Epic van llançar tres recopilatoris.